# Yasunori Miyoshi
Yasunori Miyoshi (三好 保徳) est un zoologiste ichtyologiste et myriapodologiste japonais, né le 17 avril 1909 et mort le 19 avril 1995 à Yoshifuji-mura (aujourd'hui Hiromi-cho) dans le département d'Ehime au Japon.

## Principales publications
- Miyoshi, Y., 1941a. Über eine Missbildung von Ischyropsalis abei Sato et Suzuki. Acta Arachnologica, Osaka, 6(1): 9-12. [en japonais]. 三好保徳; MIYOSHI Yasunori; Ischyropsalis abei Sato et Suzuki の一奇形

- Miyoshi, Y., 1941b. Über die Gestalt und Funktion der Gangbeine der Laniatores. Acta Arachnologica, Osaka, 6(2): 30-33. [en japonais]. 三好保徳; MIYOSHI Yasunori; 有鉤類の歩脚の機能と形態に就いて

- Miyoshi, Y., 1941c. Reproduction and post-embryonic development in Japanese laniatorid, Pseudobiantes japonicus. Acta Arachnologica, Osaka, 6(3): 98-107. 三好保徳; MIYOSHI Yasunori;有鉤類 Laniatores の繁殖と成長に伴う形態の変化

- Miyoshi, Y., 1942. Eine neue (zweite) Art von Sabacon aus Nippon. Acta Arachnologica, Osaka, 7(2): 49-53. [en allemand]

- Miyoshi, Y., 1942. Eine neue Art von Sabacon aus Japan. [A new species of Sabacon from Japan]. Dobutsugaku Zasshi [Zoological Magazine], Tokyo, 54(4): 165-166.

- Miyoshi, Y., 1942. On the copulation in a species of Eupnoi, Nelima genufusca (Arachnida, Opiliones). Shokubutsu-oyobi-Dobutsu (Plants and Animals), 10(10): 947. [en japonais].

- Miyoshi, Y., 1942. Post-embryonic development of Ischyropsalis abei Sato et Suzuki. Acta arachnologica, 7(3/4): 109-120. [en japonais]. 三好保徳; MIYOSHI Yasunori;サスマタアゴザトウムシ Ischyropsalis abei Sato et Suzuki の生長に伴う形態の変化

- Miyoshi, Y., 1944. Some notes on Sabacon sato-ikioi Miyosi (Opiliones, Arachnida). Acta Arachnologica, Osaka, 9(1/2): 33-43. [en japonais]. 三好保徳; MIYOSHI Yasunori;サラアゴザトウムシ Sabacon sato-ikioi に関する２，３の知見

- Miyoshi, Y., 1944. A list of harvestmen of Mt. Saragamine, Ehime Pref., Japan, and some notes on their hibernation. Acta Arachnologica, Osaka, 9(1/2): 44-50. [en japonais]. 三好保徳; MIYOSHI Yasunori;皿ヶ嶺の瞽蛛とその越冬について

- - Miyoshi, Y., 1957. Eine bemerkenswerte neue Art von Travuniidae (Opiliones- Laniatores). Acta Arachnologica, Osaka, 14(2): 63-66, 3 figs. [en allemand].